# Vulgärsprache
Als Vulgärsprache bezeichnet man in der Regel einen Sprachstil, der als unangemessen bis beleidigend – obszön – wahrgenommen wird. Ein einzelnes vulgäres Wort bezeichnet man als Vulgarismus (oder seltener als Vulgarität).
In der Sprachwissenschaft bezeichnet die Vulgärsprache die insbesondere im Mittelalter von der Masse des Volkes gesprochene Sprache, während in der Bildungssprache häufig abwertend ein derber und gewöhnlicher Sprachgebrauch gemeint ist, der als abstoßend empfunden wird. Vereinzelt kann „vulgär“ ebenso eine von der Fachsprache abweichende, weit verbreitete Bezeichnung meinen wie „Gehirnerschütterung“ statt „leichtes Schädel-Hirn-Trauma“.

## Wortherkunft
Das Wort stammt aus dem lat. vulgaris (etwa: „(all)gemein“, „gewöhnlich“, „niedrig“), einer Ableitung zu vulgus „gemeines Volk; Pöbel“. Es ist praktisch gleichbedeutend mit ordinär vom lat. ordinarius („ordnungsgemäß“, „normal“, „gewöhnlich“) und bezieht sich auf die Sprache des „gewöhnlichen Volkes“ seit der Römerzeit. Die eigentliche Bedeutung sieht man vor allem an vielen Fachbezeichnungen aus der Taxonomie der Biologie sowie dem Wort „extraordinär“ (aus französisch extraordinaire), welches „außergewöhnlich“ bedeutet. Der Begriff „obszön“ hingegen leitet sich tatsächlich von „schmutzig“/„verdorben“ ab.
Die normale Bevölkerung benutzte ungeniert Begriffe wie z. B. „Scheiße“ statt „Kot“/„Stuhl“ und tätigte viele Aussagen mit unverschleiertem Bezug zu Geschlechtsverkehr, was für die „gehobene Gesellschaft“ ein Zeichen von Minderwertigkeit war. Ab dem 19. Jahrhundert begann das normale Bürgertum die Gepflogenheiten bzw. das so genannte „gesittete Verhalten“ von Klerus und Adel zu übernehmen und dabei wurde auch die Vulgärsprache zu einem gesellschaftlichen Tabu. Einige derartige Wörter werden inzwischen sogar vor allem im US-amerikanischen Fernsehen akustisch zensiert.

## Funktion
Ordinär werden insbesondere Begriffe und Formulierungen verwendet, die in der gepflegteren Umgangssprache tabuisiert sind, weil sie Bereiche betreffen, die im jeweiligen sozialen Umfeld mit Scham oder Ekel besetzt sind. Heute sind das vor allem Begriffe aus der Fäkalsprache – d. h. einer Sprache, die sich vulgärer Ausdrücke für Begriffe mit Bezug zum Fäkalbereich bedient – sowie sexuelle und Gewalt-Begriffe, die in der Vulgärsprache unbekümmert oder sogar demonstrativ Verwendung finden, während sie sonst umschrieben oder durch harmloser klingende Metaphern ersetzt würden. In der Vulgärsprache werden dagegen selbst für harmlose Themen Vulgarismen metaphorisch verwendet.
Vulgäre Sprache, speziell das Fluchen in bestimmten Situationen, kann eine psychologische Funktion haben und dem Stressabbau dienen. So wurde in einem Schmerztoleranzexperiment mit einer Gruppe von Probanden festgestellt, dass der Schmerz, den die Probanden ertragen konnten, größer war, wenn sie fluchen durften, als bei Personen einer Vergleichsgruppe, die das nicht durften. Mithin ist davon auszugehen, dass der Gebrauch von vulgärsprachlichen Ausdrücken in belastenden Situationen zur Stressbewältigung beiträgt und somit eine nur kritisch angelegte, pauschal sozialschädliche Wahrnehmung von Vulgärsprache fehlgeht.

## Pädagogische Perspektive
Als Form anstößigen Verhaltens und verbaler Aggression ist der Gebrauch von Vulgärsprache auch ein Gegenstand erziehungswissenschaftlicher Betrachtung.
In deutschsprachigen Elternratgebern überwiegt das Verständnis für die Faszination, die Schimpfwörter und „Kraftausdrücke“ auf Kinder ausüben, für das Bedürfnis, aufgestautem Frust Luft zu machen, und die Überzeugung, dass Kinder davon profitieren, wenn sie Grenzen gelegentlich überschreiten.
Im englischsprachigen Raum dagegen gelten Profanity (= vulgäre Ausdrucksweise), Swearing und Cursing (= Fluchen) sowie Name-Calling (= Beschimpfen) als Ausdruck mangelnder Achtung vor dem Mitmenschen und damit als ernsthaftes Verhaltensproblem, für das in der einschlägigen Ratgeberliteratur vielfältige Gegenmaßnahmen vorgeschlagen werden.

## Neurologisch-psychiatrische Perspektive
Die zwanghafte und nicht anlassbezogene Verwendung von Vulgarismen aus dem Bereich der Fäkalsprache wird in der Psychiatrie als Koprolalie bezeichnet. Laut Pschyrembel kommt solches Verhalten etwa bei Zwangsstörungen, aber auch als komplexer Tic beim Tourette-Syndrom vor.